# Вермот, Жюльен (велогонщик, 1949)
Жюльен Вермот (фр. Julien Vermote; род. 2 октября 1949 в Кортрейке, Бельгия) — бывший бельгийский профессиональный шоссейный и трековый велогонщик. Троюродный дядя и тёзка действующего велогонщика Жюльена Вермота.
В 1968 и 1970 году победил на домашней шоссейной велогонке «Вламсе Пейл». В 1971 году стал чемпионом Бельгии на треке в индивидуальной гонке преследования и мэдисоне (вместе с Эдди Демедтсом). В следующем году повторил достижение в мэдисоне, но уже с Мило Колсом.

## Достижения
1968
1-й Вламсе Пейл
1969
2-й Вламсе Пейл
1970
1-й Вламсе Пейл